# Gulstrupig sporrhöna
Gulstrupig sporrhöna (Pternistis leucoscepus) är en fågel i familjen fasanfåglar inom ordningen hönsfåglar.

## Utseende och läte
Gulstrupig sporrhöna är en stor, brun hönsfågel med gul bar hud på strupen och röd bar hud runt ögonen. Både näbb och ben är svarta. I flykten syns ljusa fläckar på vingens ytterdel. Lätet består av en avtagande serie grova "kreaaak".

## Utbredning och systematik
Arten förekommer i Eritrea, Etiopien, Somalia, sydöstra Sydsudan, nordöstra Uganda, Kenya och nordcentrala Tanzania. Den behandlas antingen som monotypisk eller delas in i två underarter med följande utbredning:
- Pternistis leucoscepus leucoscepus – Eritrea och närliggande Etiopien
- Pternistis leucoscepus infuscatus – norra Somalia och Djibouti söderut genom Etiopien, östra Sydsudan, södra Somalia, nordöstra Uganda och Kenya till nordcentrala Tanzania

### Släktestillhörighet
Tidigare placerades den i släktet Francolinus. Flera genetiska studier visar dock att Francolinus är starkt parafyletiskt, där arterna i Pternistis står närmare  t.ex. vaktlar i Coturnix och snöhöns. Även de svenska trivialnamnen på arterna i släktet har justerats från tidigare frankoliner till sporrhöns (från engelskans spurfowl) för att bättre återspegla släktskapet.

## Levnadssätt
Gulstrupig sporrhöna hittas i olika typer av rädd torr savann och tilliggande jordbruksmarker. Den ses vanligen i par eller i smågrupper.

## Status och hot
Arten har ett stort utbredningsområde, men tros minska i antal, dock inte tillräckligt kraftigt för att den ska betraktas som hotad. Internationella naturvårdsunionen IUCN listar arten som livskraftig (LC).